# 5442 Drossart
5442 Drossart (1991 NH1) là một tiểu hành tinh vành đai chính được phát hiện ngày 12 tháng 7 năm 1991 bởi Holt, H. E. ở Palomar.